# Дубровка (Ніколаєвський район)
Дубровка (рос. Дубровка) — село в Ніколаєвському районі Ульяновської області Російської Федерації.
Населення становить 452 особи. Входить до складу муніципального утворення Дубровське сільське поселення.

## Історія
Від 2004 року входить до складу муніципального утворення Дубровське сільське поселення.

## Населення
| 2010 |
| ---- |
| 452  |